# Kapucijnenklooster (Aalst)

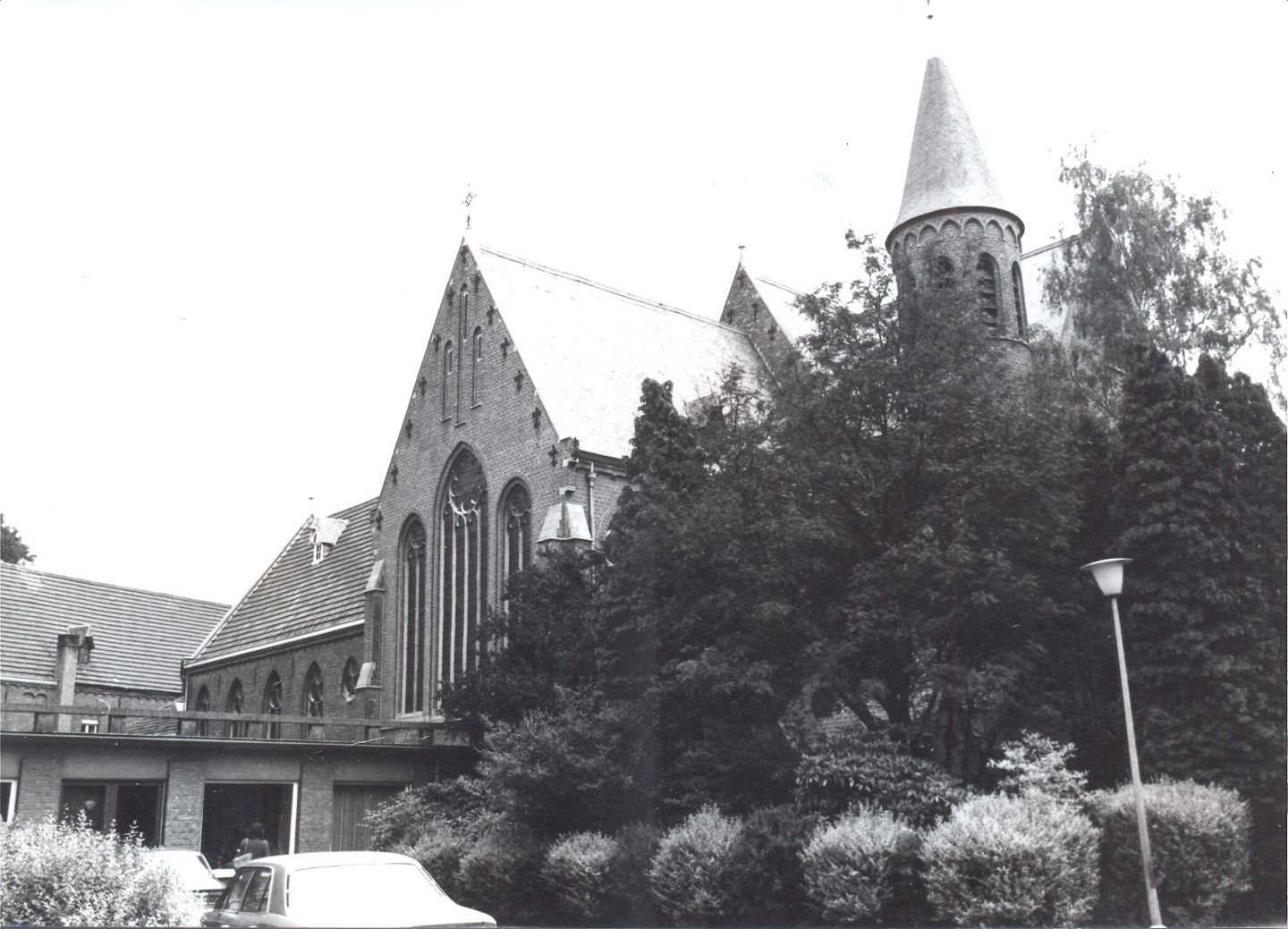
Kapucijnenklooster met Sint-Antonius van Paduakerk

Het Kapucijnenklooster of het Capucienenklooster is een voormalig klooster van de paters Kapucijnen in de Oost-Vlaamse plaats Aalst, gelegen aan de Capucienenlaan 95-99.

## Geschiedenis
De paters Kapucijnen kwamen in 1908 naar Aalst. Eeuwen daarvoor hadden ze er ook een klooster: het Oude Kapucijnenklooster. De kloostergebouwen voor de nieuwe vestiging werden opgericht in 1910.
Van 1932 tot 1966 werd de Sint-Laurentiusschool (gymnasium) in het klooster opgenomen en vanaf 1968 was er een afdeling van het Sint-Jozefscollege. Op het hoogtepunt werkten er een 30-tal paters als docent op het college.
In 1968 werd de Sint-Antonius van Paduaparochie opgericht, waarbij de kloosterkerk als parochiekerk ging fungeren: de Sint-Antonius van Paduakerk. Eén der paters werd er pastoor.
In de daaropvolgende jaren volgde een gebrek aan roepingen waardoor het veel te grote klooster in verval dreigde te raken en ook de kloostertuin verwilderde. Uiteindelijk waren er, in 2008, nog vier paters over en deze namen toen afscheid van de parochie. De kloostergebouwen kregen, afgezien van het nog steeds aanwezige Sint-Jozefscollege, een nieuwe bestemming, met name vestigden zich er bedrijven.
Het naastgelegen Patersbos werd een openbaar park. Het zich daarin bevindende Mariabeeld kreeg een plaatsje bij de ingang van de kerk.

## Galerij

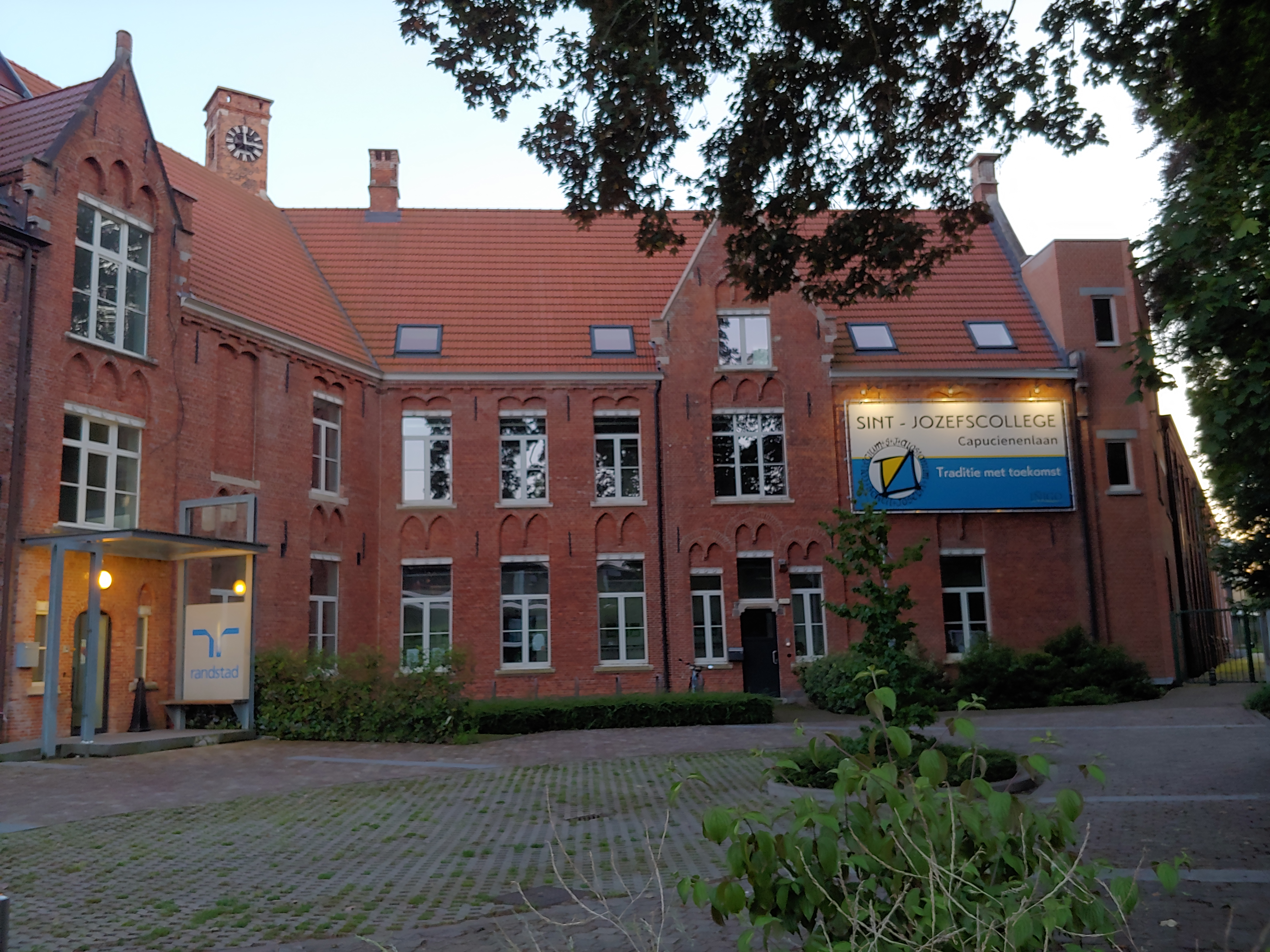
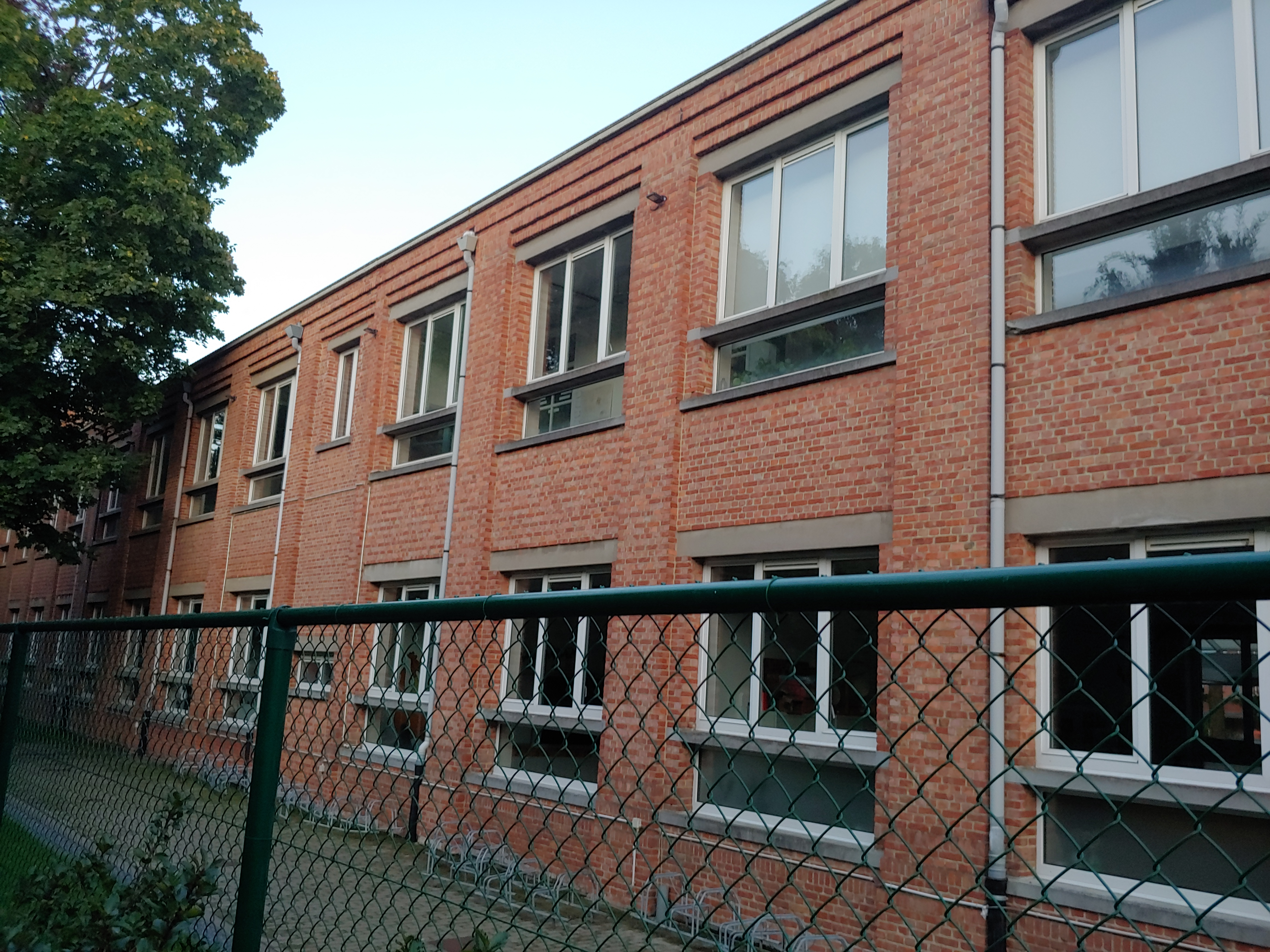
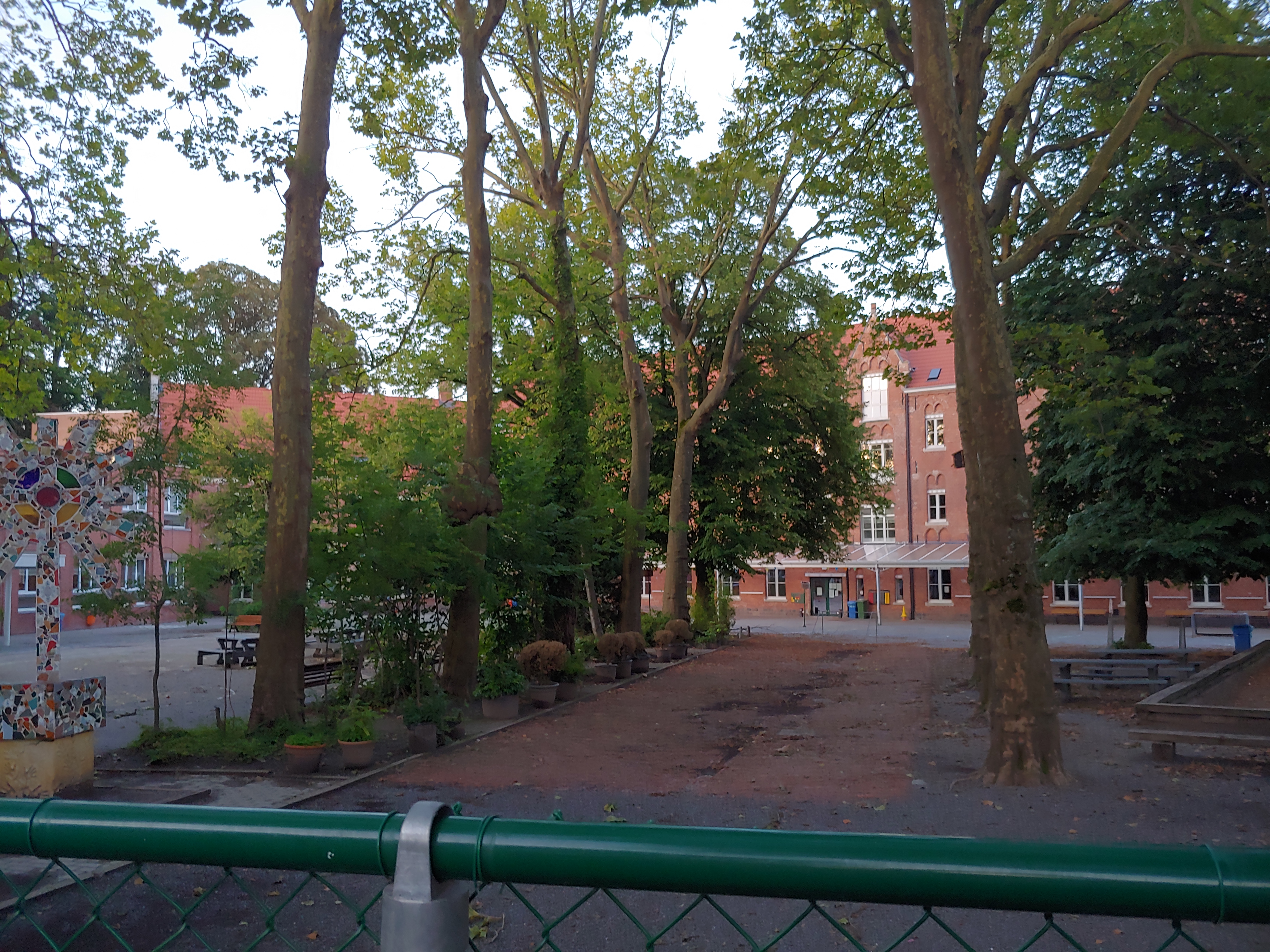
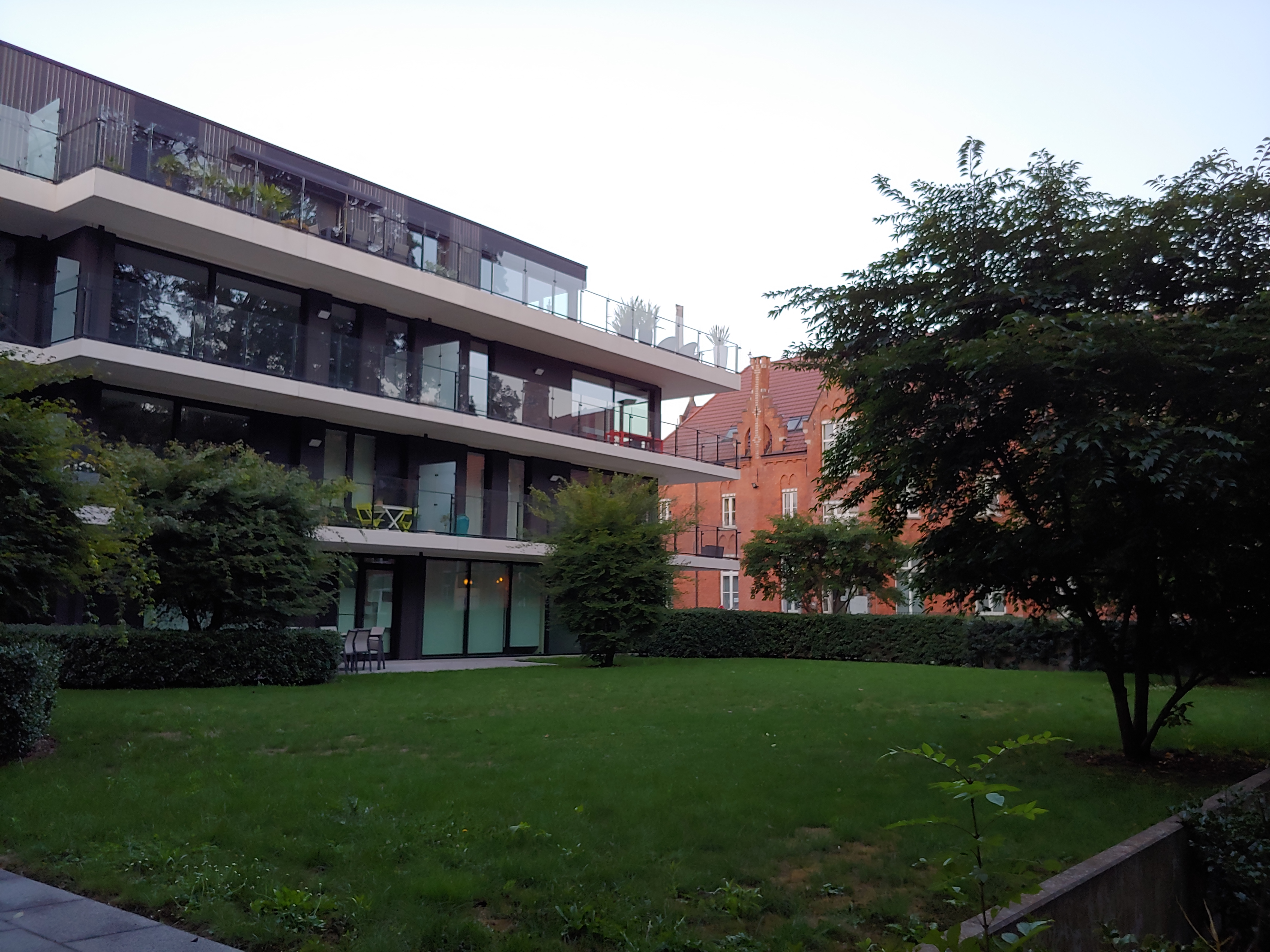
Rechts, het klooster.